# Tlachinolpa
Tlachinolpa är en ort i Mexiko, tillhörande kommunen San Martín de las Pirámides i delstaten Mexiko. Tlachinolpa ligger i den centrala delen av landet och tillhör Mexico Citys storstadsområde. Orten hade 344 invånare vid folkmätningen 2010.